# Can Carles
Can Carles és una casa de Sant Vicenç de Montalt (Maresme) inclosa a l'Inventari del Patrimoni Arquitectònic de Catalunya.

## Descripció
Casa amb planta baixa i pis. Té la porta principal adovellada amb totxo massís. El totxo també s'empra a la barana de la finestra superior que, al seu torn, esta emmarcada amb pedra. L'edifici està cobert amb teules. Dona la sensació de que tota aquesta construcció és una casa però està dividia, per dins, en dues. Es distingeixen una de l'altre per la renovació profunda que se li va practicar a una de les dues parts, que sembla nova.